# 시계

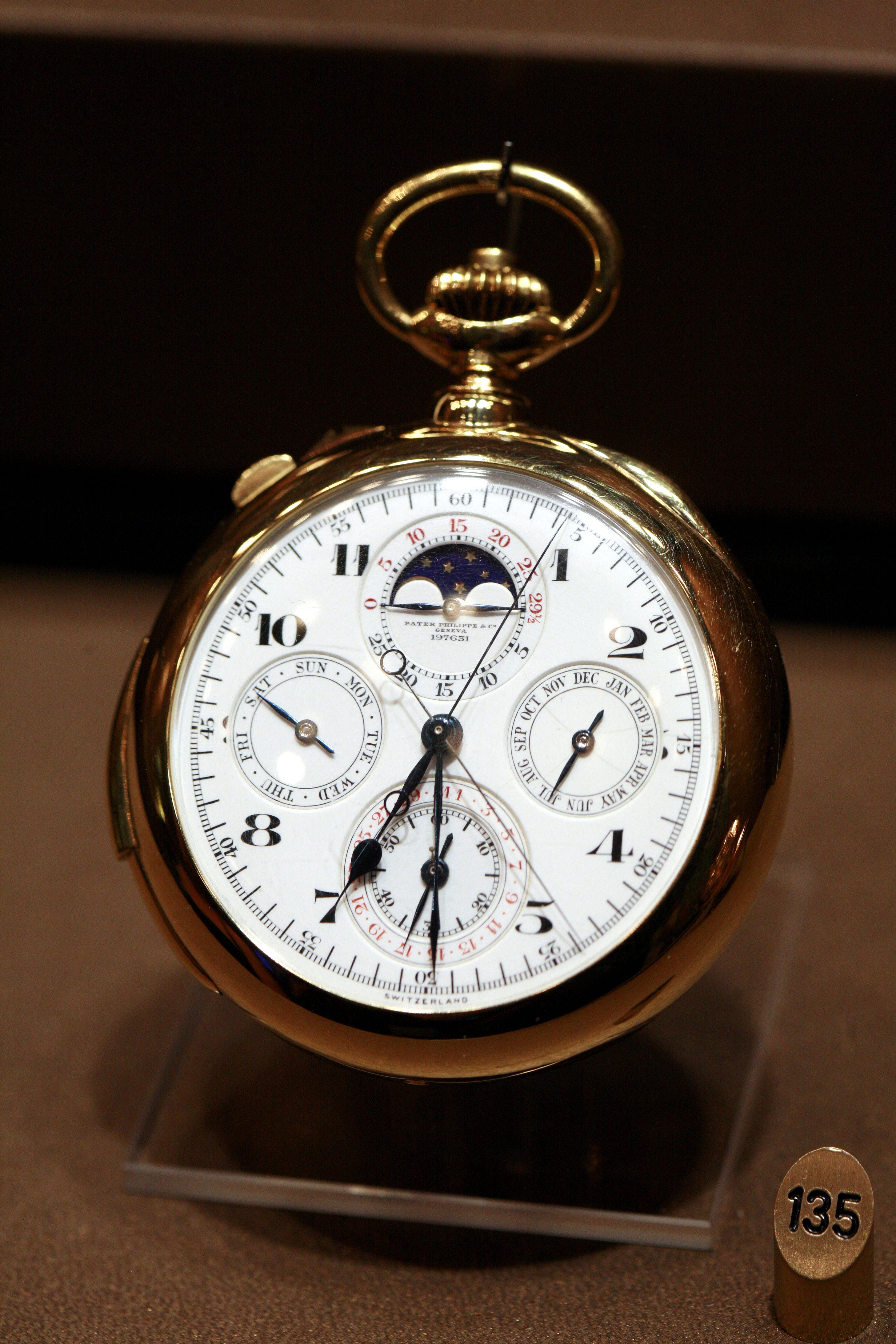
유럽의 정치인, 기업인이 수집하던 파텍 필립 회중 시계(Patek Philippe & Co. watch)

시계(時計, 영어: clock)는 시간을 나타내거나 시간을 재는 기계나 장치이다. 시계에는 자연적이나 기계로 움직이는 것과 건전지 등을 넣어서 움직이는 시계 등이 있으며, 일상적으로는 벽걸이시계, 손목시계, 탁상시계 등이 많이 사용된다. 이외에도 시계에는 괘종시계, 모래시계, 물시계, 해시계, 알람시계 등이 있다. 현재 가장 많이 사용되고 있는 시계는 디지털 시계이다.

## 어원
‘시계(時計)’는 일본어 時計(とけい, 도케이)에서 비롯했다. 일본어 時計는 같은 발음의 낱말 土圭(とけい)의 아테지이며, 이는 본래 고대 중국의 해시계였던 규표의 한 종류인 토규(土圭)를 가리키는 말이었다.

## 역사

### 해시계와 측정도구
해시계는 고대 사회에서 널리 이용된 시계였다. 해시계는 햇빛 때문에 생겨난 그림자로 시간대를 알려주는 다소 원시적 수준의 도구에 불과했다. 하지만 잘 개량된 해시계는 태양시를 비교적 정확하게 측정할 수 있었다. 물론, 시간을 측정하려면 오랫동안 지켜봐야 했고, 날이 흐리거나 밤일 경우엔 시간 측정 자체가 불가능했다. 결국 이런 해시계의 한계는 다른 시계를 발명할 필요를 느끼게 하였고 좀 더 높은 수준의 물시계가 등장한다.
또한 촛농이 녹아 초가 타는 것으로 시간을 재었던 양초시계는 특정한 길이의 시간을 재는 데 유용하게 사용되었다. 그리고 작은 구멍 사이로 모래가 빠져나와 윗층의 모래가 아랫층의 모래까지 가는 시간으로 특정한 길이의 시간을 재는 모래시계 또한 당시로서는 정확했고 유용한 도구였다.

### 물시계
물시계는 해시계와 함께 매우 오래된 시계이다. 가장 단순한 형태를 가진 물시계는 그릇에서 새어 나오는 물로 측정했다. 이러한 물시계를 가장 처음 쓴 곳으로는 기원전 16세기 바빌론과 고대 이집트가 유력하다. 인도와 중국 또한 매우 오래전부터 물시계를 발명한 것으로 알려져 있다.
일반적으로 그리스와 로마 또한 정확하고 복잡한 물시계를 사용했다고 본다. 그리고 이들이 사용한 물시계는 다시 비잔티움 제국과 이슬람으로 전파되어 더욱 발전하게 된다. 고대 중국에서도 독자적으로 물시계를 발전시켰으며 이러한 기술은 후에 한국과 일본에까지도 전달된다.
어떤 지역에서는 물시계가 독자적으로 발전하였지만, 어떤 곳에서는 다른 곳에서 기술을 전달받은 곳도 있었다. 여기서 주목해야할 점은, 산업혁명 이전에는 굳이 시간이 정확하게 몇 시인지 알 필요는 없었다는 점이다. 산업혁명 이전 시대에는 시계는 단순히 연설이나 교회의 설교 따위에 필요했고, 물시계는 이러한 역할을 비교적 정확하게 해냈다. 이렇듯 이전 사회에서는 현대 사회 만큼 정확성을 필요로 하지 않았고, 주로 시간의 길이를 측정하는 데 쓰였다. 하지만 17세기 무렵 유럽에서 진자의 운동을 통한 시계를 발명한 것은 혁명적인 변화를 일으켰다.

### 중세의 시계
797년(801년) 아바스 왕조의 5대 칼리프인 하룬 알 라시드는 아불 아바스라는 아시아 코끼리와 함께 샤를마뉴를 만났다고 한다. 이때 기계식 시계를 가지고 참석했다고 전해지는데, 이것은 최초의 기계식 시계가 아시아에서 만들어졌을 수도 있음을 나타낸다.
중세 유럽의 종교 학회에서는 정확하게 짜인 일정을 맞출 수 있는 시계가 필요했다. 이러한 일을 하는 데 해시계, 물시계, 초시계 등 다양한 시계들이 동원되었다. 시간의 흐름이나 시각을 정확하게 알릴 때에는 손으로 치는 종이나 물체를 떨어트려 울리는 종 따위를 사용하기도 했다.

### 근대의 시계
근대로 넘어가면서 시계는 발전을 거듭하여 마침내 진자운동을 통한 시계가 발명되었다.
대서양 횡단 항해처럼 동서로 긴 장거리 항해에서는 배 위에서 자신의 경도 좌표를 알아내는 것이 중요했다. 1714년 영국 의회는 경도법을 통과해 이 기술을 공모했는데, 이것이 배 위에서 장기간 어긋나지 않는 시계를 개발하는 것을 촉진하였다.
또한 산업혁명을 전후로 장거리 여행의 증가, 전신의 발전 등 기술 발전과 함께 저렴하고 정확한 시계에 대한 필요성도 함께 점점 증가하기 시작했다.

### 20세기의 시계
근대까지의 시계는 고도로 정밀한 수작업을 요구해 부유층의 전유물로 여겨졌으나 20세기 초 미국의 시계 제조사 부로바가 대량생산과 부품의 규격화를 통한 저렴한 시계를 선보이면서 비로소 일반 대중들도 시계를 구입할 수 있게 되었다. 1969년 일본의 시계 제조사 세이코에 의해 전자식 쿼츠 시계가 개발되어 시계의 제조가는 더욱 낮아졌으며, 이로 인해 수작업을 고집하던 서구의 시계 회사들이 문을 닫는 등, 시계 산업의 대대적인 개편이 이루어졌다. 이후 시계 산업은 고가의 수제 기계식 시계 제조사와 저렴한 쿼츠 시계 제조사로 양분되어 각각 고가의 장신품, 또는 저렴한 일상 생활용 시계를 생산하게 되었다.

### 21세기의 시계
스마트폰등 시간을 알려주는 대체품들이 등장하면서 손목 시계의 패션 악세서리로서의 기능이 부각되었다. 또한 스마트폰과의 연동을 통해서, 혹은 자체적으로 웨어러블 컴퓨터 기능을 탑재한 스마트 워치, 전파탑의 라디오파를 수신해 시간을 일정하게 유지하는 전파 시계(radio wave clock)가 출시되고 있다.

## 한국의 시계 역사
한국에서도 큰 시계의 발전이 있었다. 특히 조선 세종 때 장영실 등이 만든 해시계 앙부일구와 물시계 자격루를 발명한 것은 커다란 진전이었다. 자격루는 매우 과학적이고 체계적이며 자동적인 시계로 정확도도 높았다고 전해진다. 하지만 이 자격루는 오래 사용되지 못하고 현재는 중종 때 다시 만든 자격루의 일부만이 남아있다.

### 앙부일구

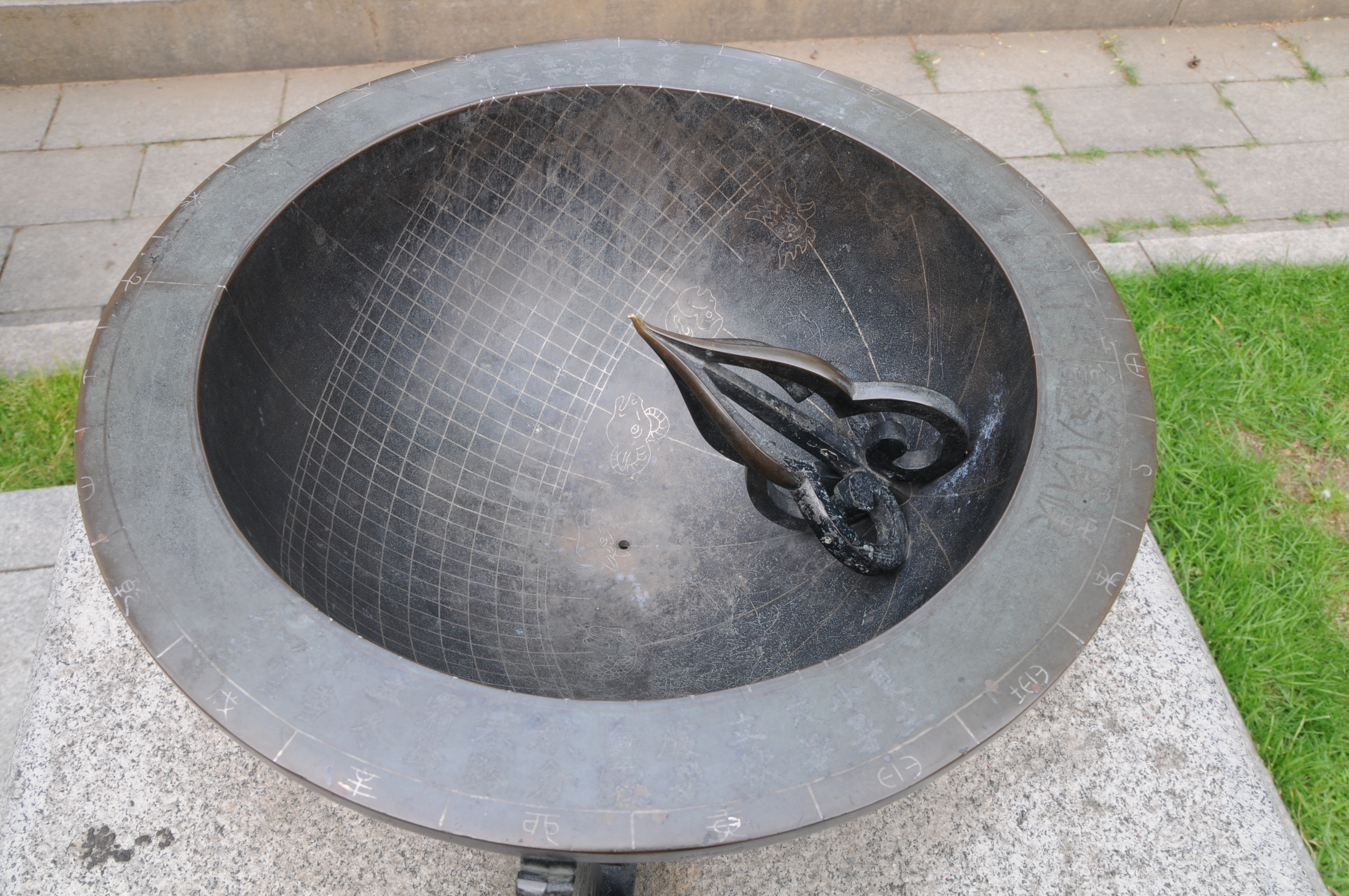
서울시 종로구 훈정동에 있는 앙부일구

앙부일구는 조선 세종 때 장영실 등이 처음 만들었다. 솥뚜껑처럼 생겼다하여 앙부일구(仰釜日晷)라 이름 붙였다. 앙부일구는 계절과 시간을 모두 알 수 있는 매우 유용한 시계였으며 고대의 단순한 해시계보다 훨씬 세련되고 정교했다. 또한 조선 후기까지 쓰였으며 간편하게 휴대할 수 있는 크기로 만든 휴대용 앙부일구도 있었다. 하지만 역시 밤이나 흐린 날에는 사용할 수 없다는 해시계 특유의 단점에서 벗어나지는 못했다. 현재는 매우 적은 앙부일구만 남아 대한민국 보물 845호가 된 것도 있다.

### 자격루
자격루는 조선 세종 때 김조와 장영실이 만든 자동시보장치 물시계이다. 김조와 장영실이 합작하여 만든 이 자격루는 흐린 날씨와 밤에서도 시간을 측정할 수 있는 물시계 특유의 장점과 자동적으로 시간을 알려주는 해시계의 장점 모두를 지니고 있었다. 처음 자격루는 경복궁 남쪽에 있는 보루각에 설치되었다. 계절에 따라 달라지는 시간도 고려한 매우 정교한 시계였다. 자격루에 대한 기록은 많지 않으나 《세종실록》에는 그 작동원리가 비교적 자세하게 기록되어있다. 하지만 아직까지 자격루의 모든 원리가 정확하게 밝혀진 것은 아니다. 또한, 1455년에 보루각 폐지와 함께 자동적으로 시간을 알려주는 장치 또한 사용이 중지되었는데 정확한 까닭은 알려지지 않았다. 다만 그 당시 기술 한계로 고장난 것을 고치지 못한 것이 아닌가 추측만 한다. 현재 경복궁에 있는 자격루는 최초로 만든 자격루가 아니라 중종 때 새로 만든 것이다.

### 혼천시계
혼천시계(渾天時計)란 태양의 위치와 계절, 날짜를 알려주는 천문시계의 구실을 하던 기구인 혼천의와 시간을 알려주는 기계시계를 결합한 천문기구를 말한다. 

### 개화기
개화기와 그 전후한 시기에는 서양의 다양한 시계가 들어오게 된다. 따라서 일반 서민 계층에도 시계가 보급되어 시계는 매우 대중적인 물건이 되었다. 이 때부터 십이 간지로 시간을 나누던 전통적인 방식(자시, 축시, 인시, 묘시, 진시, 사시, 오시, 미시, 신시, 유시, 술시, 해시로 총 12시로 나뉜다.)보다는 서구식 방식이 쓰이기 시작한다. 또한, 기차 등과 같은 대중교통을 이용할 때에는 단 몇 분 차이에 놓치는 일이 다반사였기 때문에 시간을 아는 것은 매우 중요해졌고, 이로써 시계는 필수적 물품이 되었다. 일부 신사 계층에서는 회중시계를 주머니에 차 멋을 내는 데 쓰기도 했다.

### 현대
현대 대한민국에는 다양한 시계가 쓰이고 있다. 특정 시간에 사람을 깨우는 알람시계, 전자식으로 돌아가는 전자시계, 간편하게 차고 휴대할 수 있는 손목시계 등이 있으며, 휴대전화기에는 시간을 알려주는 기능도 있어 매우 유용하게 사용된다. 다른 물품들도 그러하듯이 시계도 명품이 생겨나기 시작했는데, 대표적으로 롤렉스, 오메가 등이 널리 알려져 있다.

## 같이 보기
- 그리니치 천문대
- 괘종시계
- 자명종시계
- 모래 시계
- 실시간 시계
- 손목 시계
- 스마트 워치
- 회중 시계
- 시계탑
- 해시계
- 물시계
- 일성정시의
- 타이머
- 스톱 워치
- 프라하 천문 시계